# Сражение при Палаште

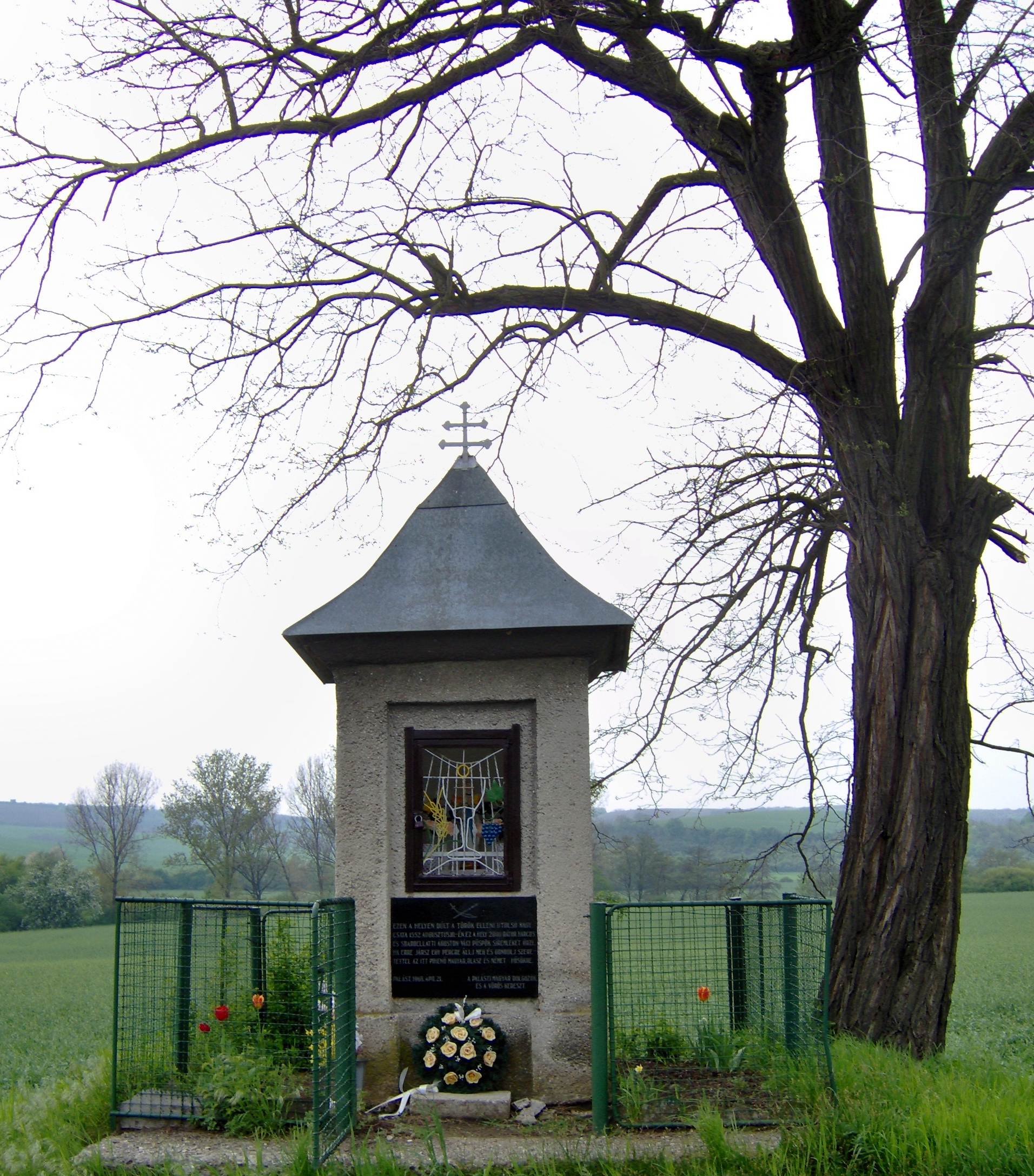
Памятник на месте сражения, установленный в 1968 г.

Сражение при Палаште (венгер. Palásti csata) — битва между христианами и турками, происходившая 10-11 августа 1552 года недалеко от Палашта во время австро-турецкой войны (1552—1559). Будайский паша нанес объединённой христианской армии сокрушительное поражение и своей победой укрепил турецкое господство в районе нижнего течения Ипеля.
Весной 1552 года османский султан Сулейман I назначил второго визиря Кара Ахмеда-пашу главнокомандующим для очередной кампании против Венгрии, целью которой было ликвидировать границу между княжеством Трансильвания и Венгерским королевством, положив тем самым конец усилиям трансильванцев и венгров по объединению страны. Пока Ахмед-паша готовился вторгнуться на венгерскую территорию, будайский паша Хадим Али начал операции на севере со своей 8-тысячной армией (по другим данным, 12-тысячной). Он захватил Веспрем и замок Дрегей.
По приказу императора Священной Римской империи Фердинанда I Габсбурга была собрана 10-тысячная антитурецкая армия, которая под командованием Эразма фон Тойфеля двинулась к поселку Эгег (совр. словацкий Хоковце) и разбила там лагерь. Большая часть христианской армии не имела достаточного боевого опыта; значительная часть солдат была не обучена и плохо оснащена и до этого не участвовала в сражениях с турками. Фон Тойфель планировал отбить Дрегей. Хадим узнал о намерении противника и поэтому решил помешать христианской армии осуществить свой план.
10 августа борьбу с превосходящей по численности наступающей христианской армией в основном возглавил Арслан-бей, который во главе авангарда совершил набег на лагерь противника, расположившийся у Палашта (совр. словацкий Плаштовце). Завязался кровопролитный кавалерийский бой, и атака осман была отбита. Несмотря на успех, фон Тойфель приказал немедленно отступить, чтобы занять боевую позицию до того, как прибудут главные силы противника. Немецкой и австрийской кавалерии удалось отбросить турок, и бой был перенесен на следующий день.
На следующий день, 11 августа, Тойфель рано утром построил свою армию в боевой порядок: немецкая и итальянская пехота, первая под командованием Марселя Детритца, а вторая под командованием Сфорца Паллавичини, образовали центр и перед ними поставили на огневую позицию 6 пушек; венгерские всадники стали на правое крыло, а немецкие части — на левое. 
Сформировав боевой порядок, Тойфель приказал армии атаковать. Во время сражения часть запаса пороха у христиан взорвалась, в результате чего было уничтожено несколько пушек; в результате венгерские подразделения запаниковали и бежали. Иностранные наёмники остались на месте, но в суматохе не смогли противостоять атаке противника и тоже обратились в бегство. Из христианской армии дольше всех сопротивлялись туркам только итальянцы Паллавичини, отступившие в ближайший лес, но они были окружены противником, и большая их часть вместе с командиром попала в плен.
Четыре тысячи христиан оказались в плену. Главнокомандующий фон Тойфель также был взят в плен и увезен в Константинополь. Позже его казнили по приказу Сулеймана I. Благодаря победоносной битве большинство последних венгерских крепостей без всякого сопротивления перешли в руки турок, и Хадим Али-паша смог без проблем объединиться с армией Кара Ахмеда-паши. Османам удалось закрепить своё господство в районе нижнего течения Ипеля.